# 鄒維璉
鄒維璉（1579年—1636年），字德輝，初號映垣，改號匪石，江西瑞州府新昌縣人，明朝政治人物，同進士出身。

## 生平
宋英国公鄒榘之後。萬曆三十一年癸卯乡试举人，三十五年（1607年）登丁未科進士。三十七年授延平府推官，四十三年浙江同考。四十四年行取，擬部，四十五年授南京兵部职方司主事，四十七年升员外，天启元年升兵部武选司郎中，三年改北兵部职方司郎中，四年改吏部稽勋司郎中，调考功司。在吏部任職時，因疏劾魏忠賢，被削籍為民，不久被判謫戍。崇禎五年（1632年）重新啟用，出任福建巡撫。任內命鄭芝龍抗擊進犯福建的“紅夷”，即荷蘭殖民者東印度公司。十月初七日奉旨革任回籍。崇禎十年蒙恩起升兵部右侍郎，而已捐館矣。

## 家族
曾祖邹周爵。祖父邹廷敦。父邹可学。母劉氏。慈侍下。兄维和、维瑚。

## 延伸阅读
[在维基数据编辑]
 《明史卷二百三十五》，出自《明史》

| 官衔          | 官衔                            | 官衔          |
| ------------- | ------------------------------- | ------------- |
| 前任： 熊文燦 | 福建巡撫 崇禎五年（1632年）上任 | 繼任： 沈猶龍 |